# Villa Am Jacobstein 1 (Radebeul)
Die Villa Am Jacobstein 1 liegt im Stadtteil Niederlößnitz der sächsischen Stadt Radebeul.

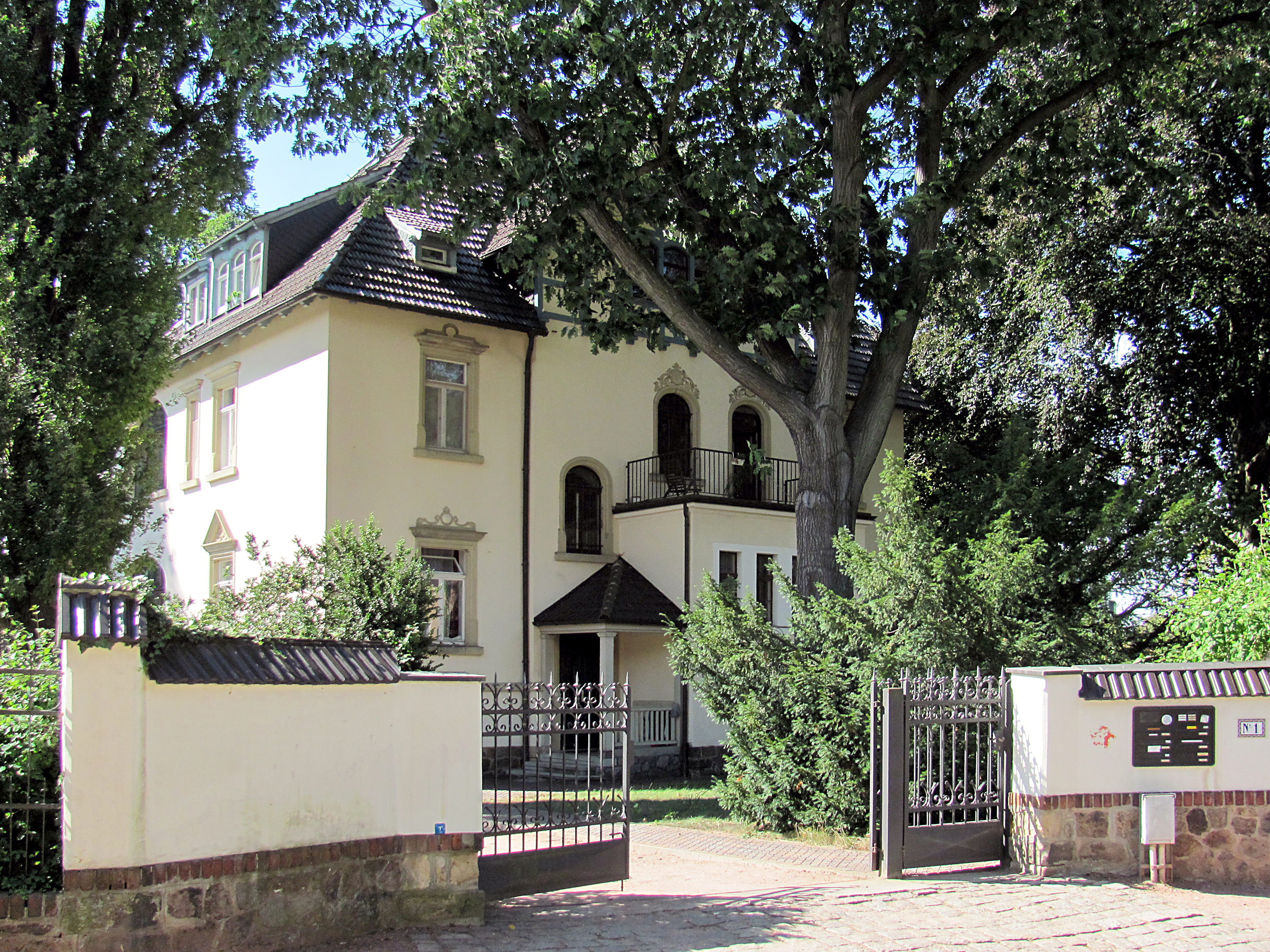
Villa Am Jacobstein 1

Villa Am Jacobstein 1 (re. unten, 1910). Über der links als „unser Haus“ bezeichneten Villa liegt die ähnlich stilisierte Villa Martins-Klause.

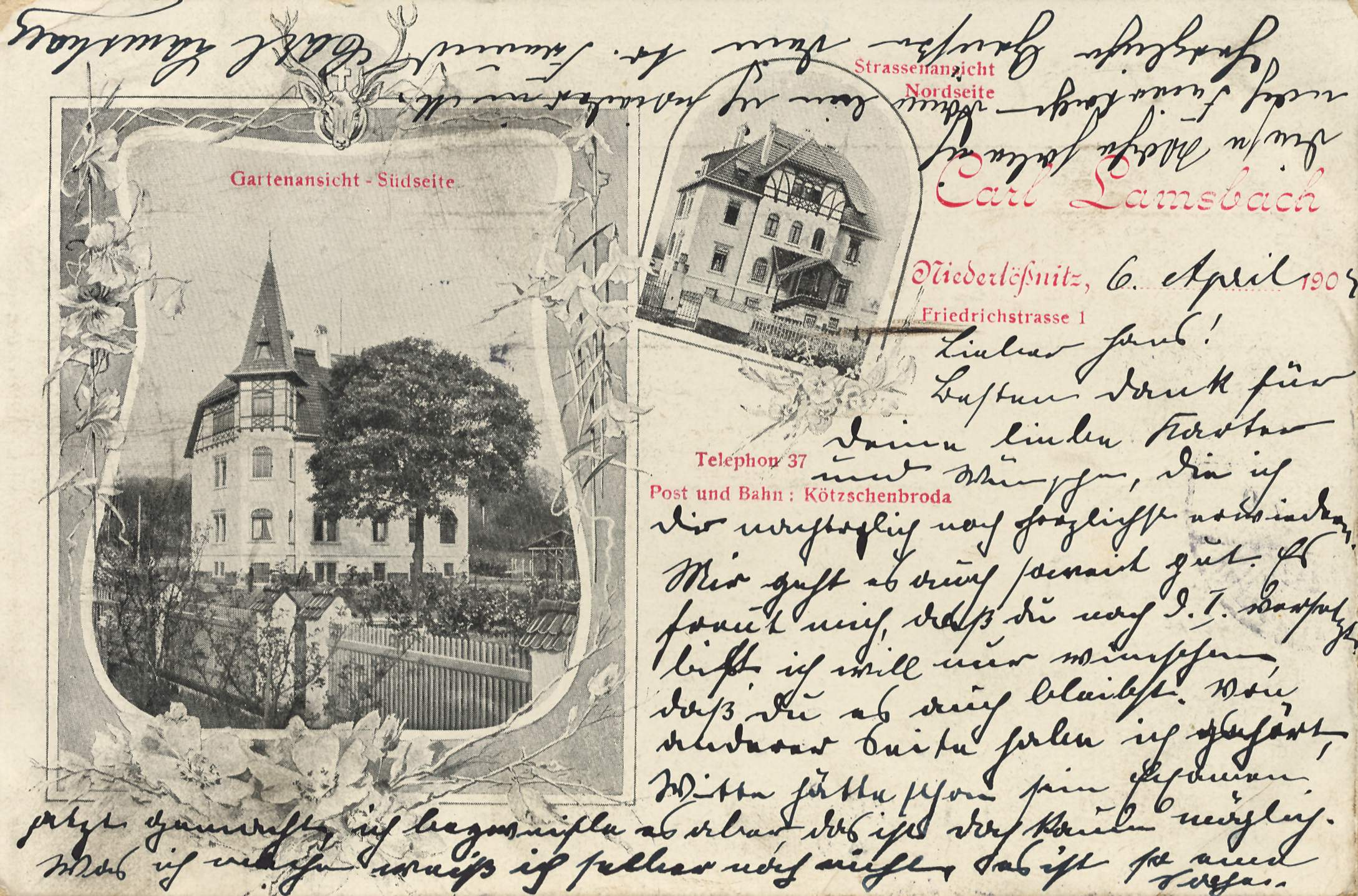
Villa Am Jacobstein 1. Ansichtskarte von Carl Lamsbach ausgestellt, 1907.

## Beschreibung
Die unter Denkmalschutz stehende Villa ist ein zweigeschossiges Wohnhaus mit einer „malerisch-unregelmäßige[n] Aufrissbildung, abwechslungsreiche[n] Fensterformen und Dachgauben“ in einem ziegelgedeckten Dach. Das um 1900 errichtete Gebäude ruht auf einem Souterrain, das bis zur halben Höhe als Bruchsteinsockel ausgeführt ist.
Die Fassaden des stilistisch die deutsche Renaissance des 16. Jahrhunderts zitierenden Putzbaus werden im Dachbereich durch Zierfachwerk geschmückt. In der fünfachsigen Straßenansicht steht ein dreiachsiger Mittelrisalit. Vor dessen zwei rechten Achsen steht eine massive, eingeschossige Veranda mit einem Vierfach-Koppelfenster und einem Austritt obenauf. Vor der dritten Fensterachse, links der Veranda, steht ein bedachter Eingangsvorbau. Die Fenster der stattlichen Villa werden von Sandsteingewänden eingefasst und von verschiedenartigen Verdachungen bekrönt.
An der Südwestecke zum Garten hin steht ein Turm mit einem Fachwerk-Obergeschoss; auf diesem befindet sich ein Spitzhelm.